# Dendrologischer Park Oleksandrija
Der Staatliche Dendrologische Park Oleksandrija (ukrainisch Державний дендрологічний парк «Олександрія» Derschawnyj dendrolohitschnyj park «Oleksandrija») ist der dendrologische Park der Nationalen Akademie der Wissenschaften der Ukraine in der zentralukrainischen Stadt Bila Zerkwa.
Der architektonisch gestaltete Landschaftspark ist mit einer Fläche von 400,67 Hektar einer der größten Parks in der Ukraine. Das im Jahr 1788 von der Familie des Großhetman der polnischen Krone Franciszek Ksawery Branicki gegründete Arboretum ist das älteste in der Ukraine und eine der ältesten Institutionen dieser Art in Europa. Benannt wurde der Park nach der Frau des Großhetman Branicki, Alexandra Baronesse Engelhardt, einer Nichte des russischen Fürsten Potjomkin.
Der Park liegt auf einer Höhe von 80 m bis 106 m am linken Ufer des Flusses Ros am nordwestlichen Stadtrand von Bila Zerkwa in der Oblast Kiew.
Die Grundlage des Parks wird von einer natürlichen Waldsteppenlandschaft aus Eichenwald kombiniert mit Wiesen und Wasserflächen gebildet. Diese natürliche Landschaft wurde mit architektonischen Strukturen wie Pavillons, Kolonnaden und Brücken in einem romantischen Stil kombiniert. Auf dem Territorium des Parks gibt es 11 Teiche und ein 1962 gegründetes Museum. Im Park befinden sich etwa 5000 Bäume mit einem Alter von über 200 Jahren. Die Sammlungen des Parks umfassen mehr als 2500 Pflanzenarten und Taxa von holzigen und krautigen Pflanzen.
Der Direktor des Parks ist der Doktor der biologischen Wissenschaften Serhij Halkin (Сергій Іванович Галкін).

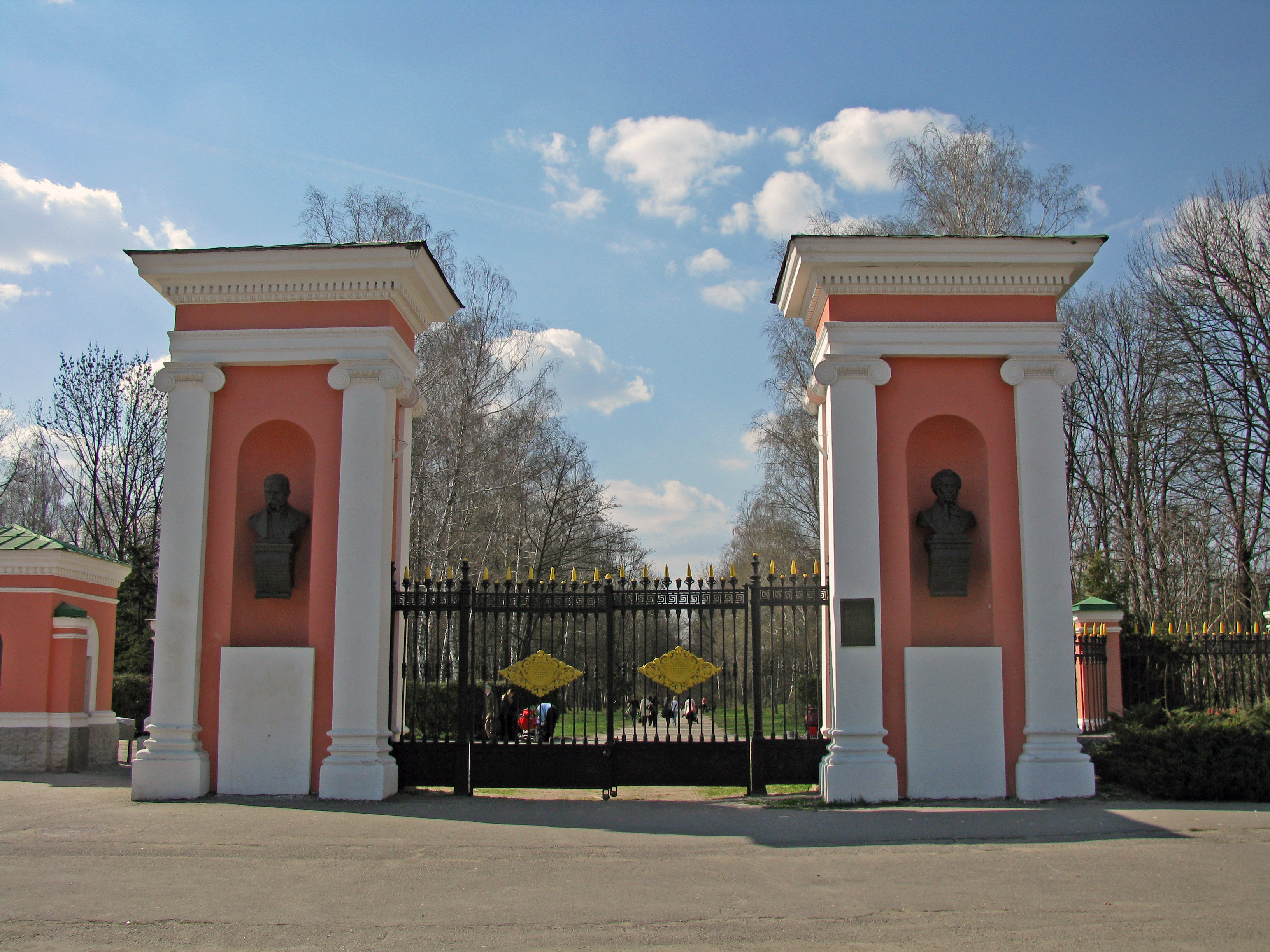
Haupteingang
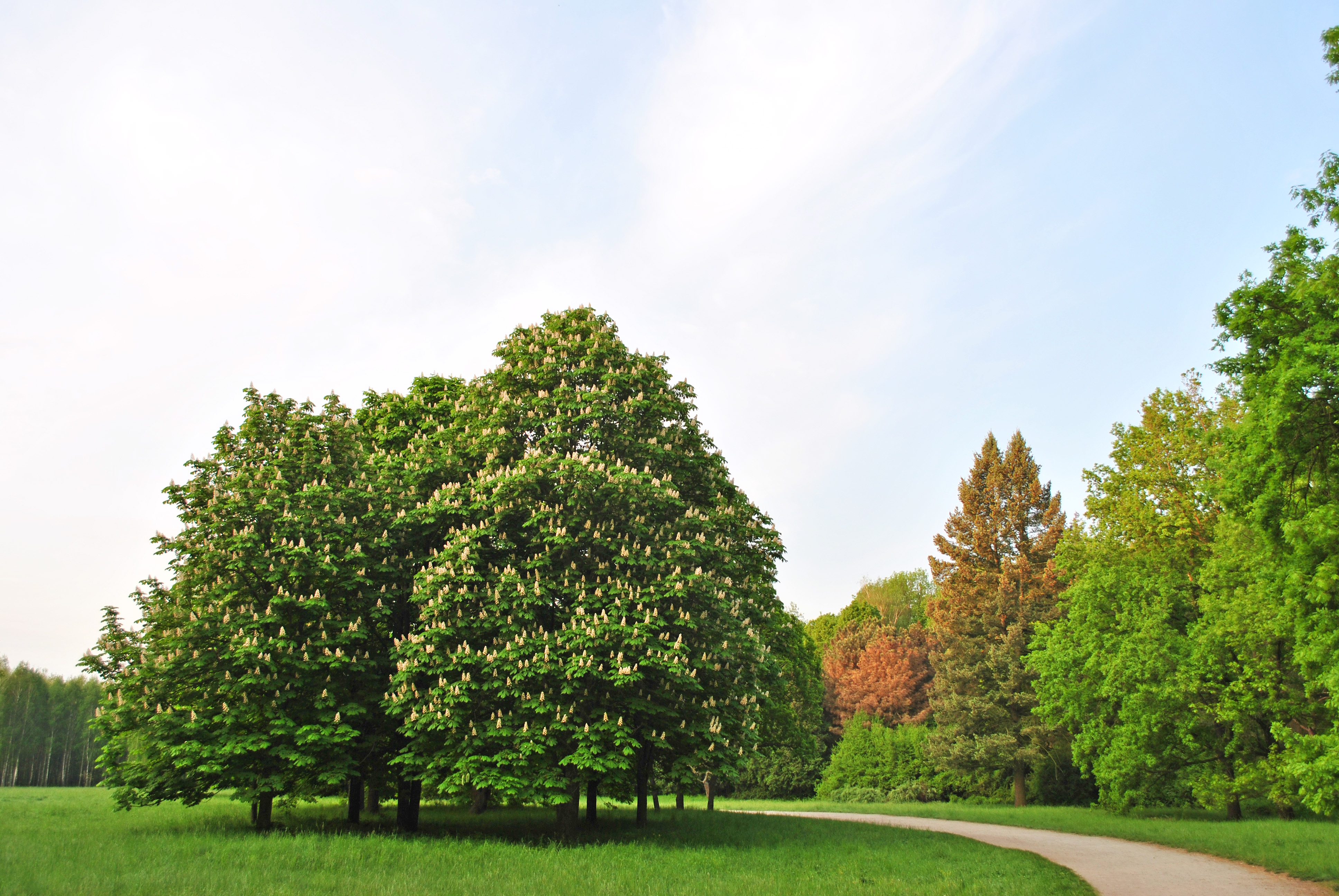
Weg im Park
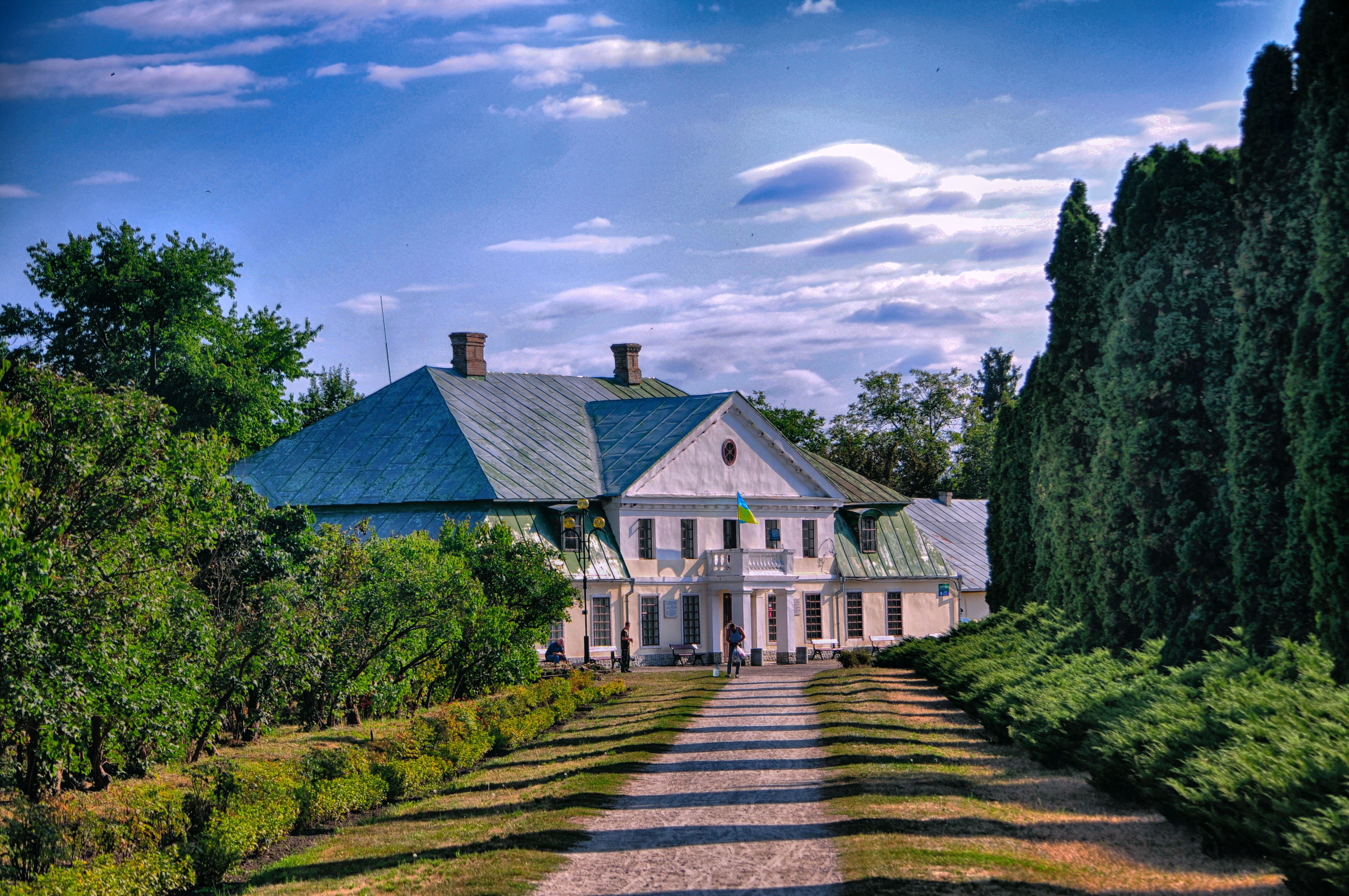
Verwaltungsgebäude des Museums
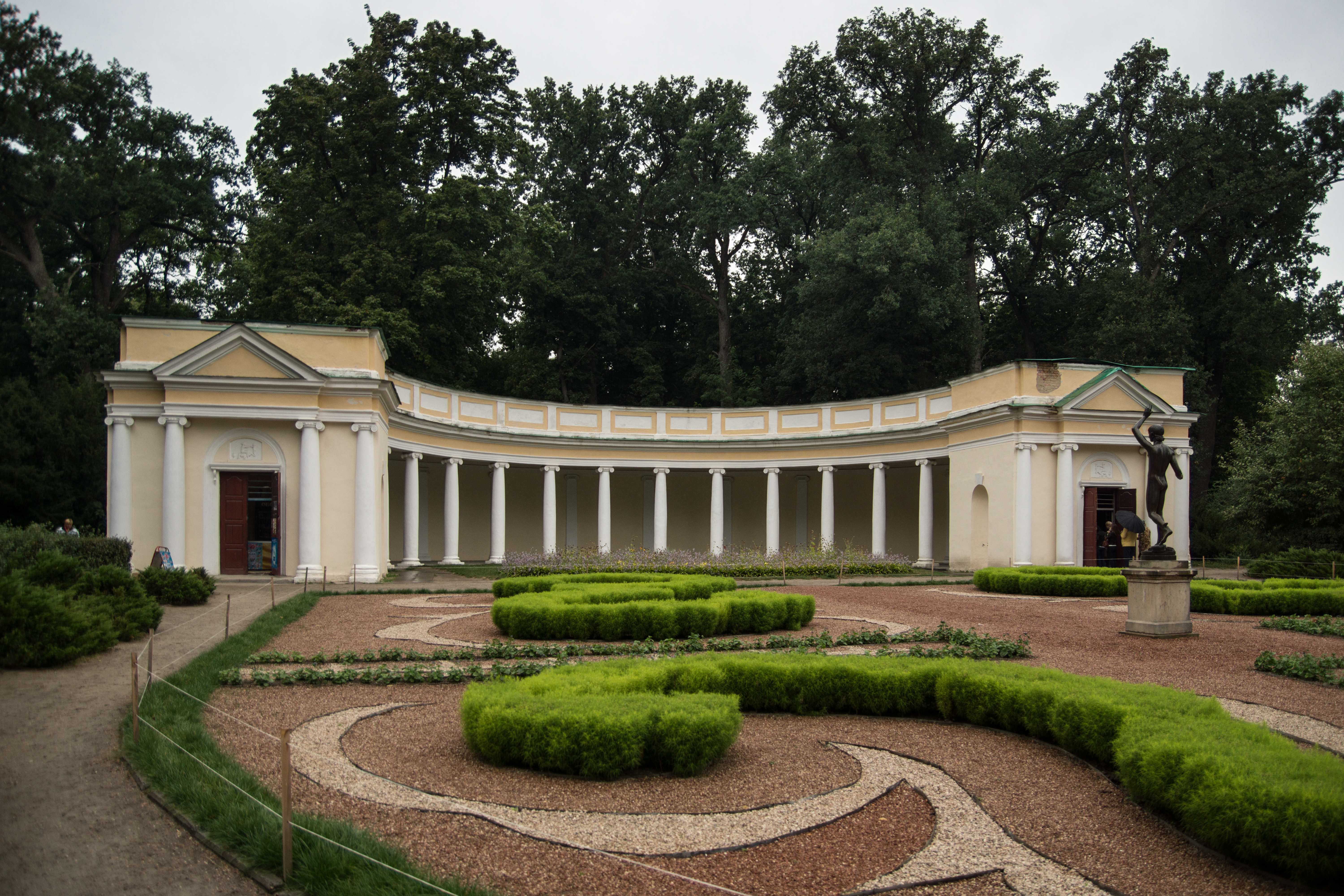
Kolonnade
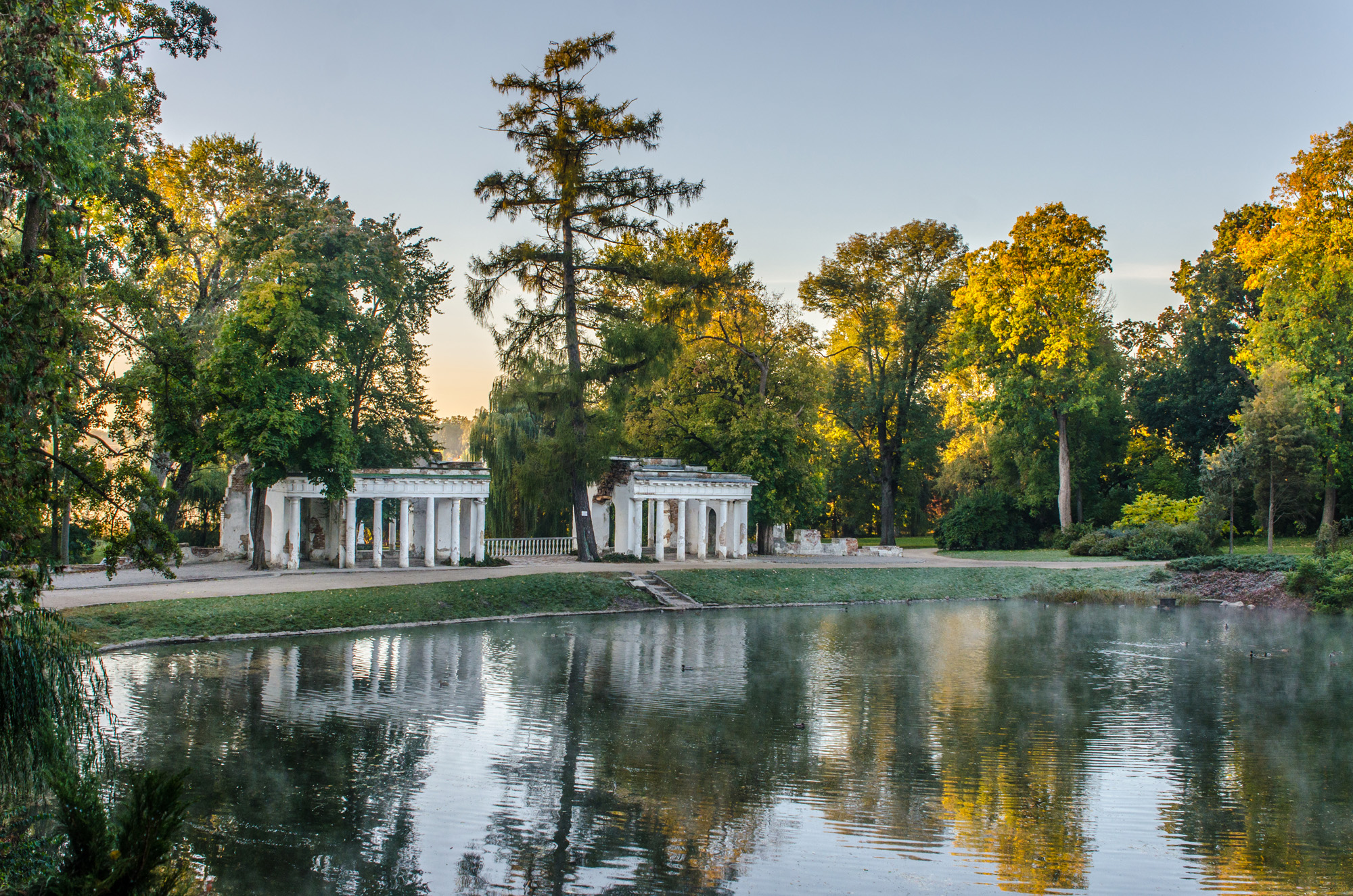
Wasserfläche
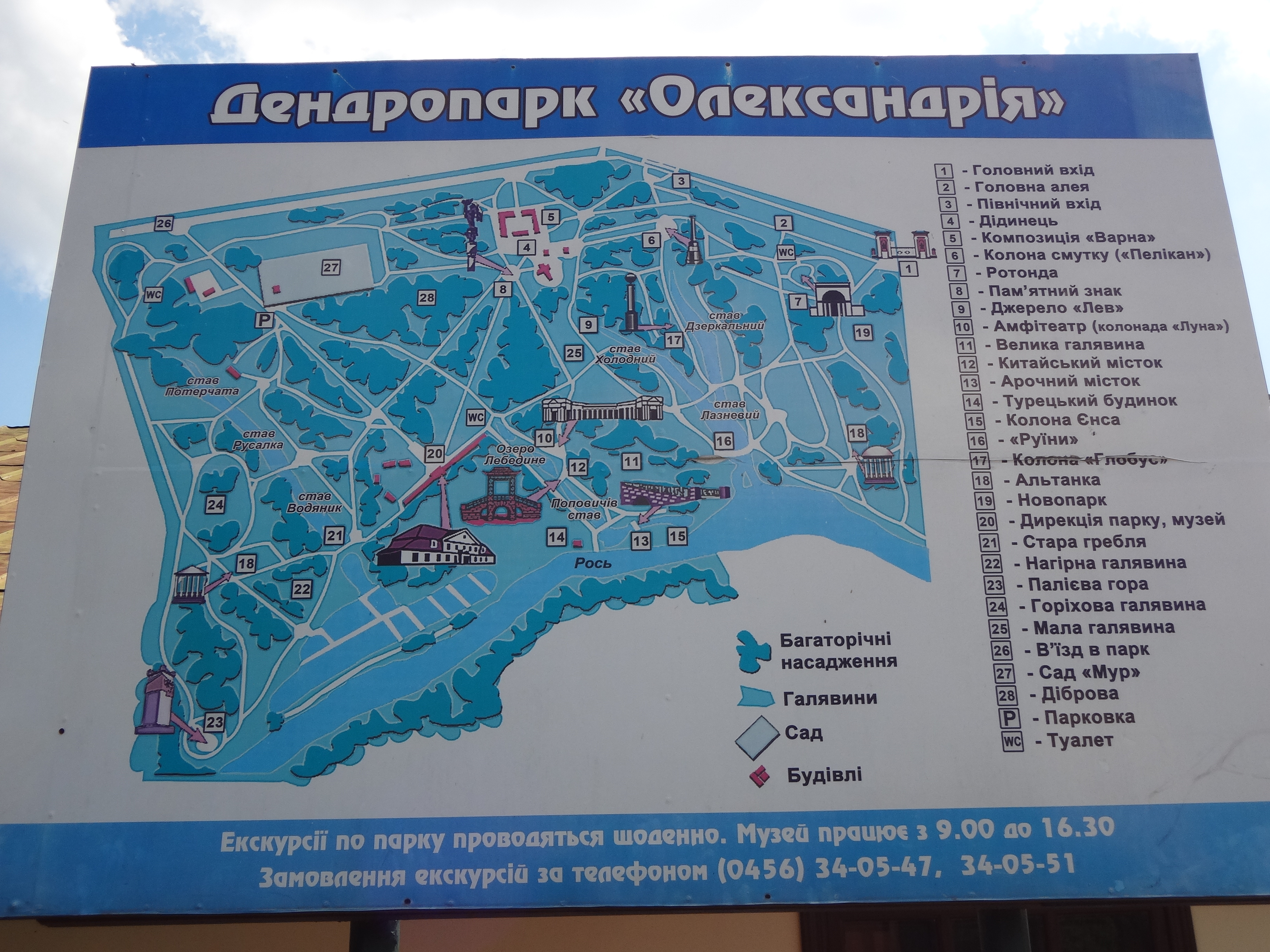
Übersichtsplan des Parks